# Santiago Chocobares
Santiago Chocobares (Rufino, 31 de marzo de 1999) es un jugador argentino de rugby surgido en el club Los Pampas de Rufino, que actualmente juega para Stade Toulousain en el Top 14.
Su posición habitual es la de centro. Fue parte de los seleccionados juveniles de su país, y actualmente integra el seleccionado mayor, Los Pumas. Debutó el 14 de noviembre de 2020, en ocasión del histórico triunfo frente a los All Blacks.

## Clubes
| Club Los Pampas  | País      | Liga URR    | Tipo Amateur |
| ---------------- | --------- | ----------- | ------------ |
| Duendes          | Argentina | URR         | Amateur      |
| Jaguares         | Argentina | Super Rugby | Profesional  |
| Jaguares XV      | Argentina | SLAR        | Profesional  |
| Stade Toulousain | Francia   | Top 14      | Profesional  |

## Palmarés
| Título                     | Equipo           | País    | Año     |
| -------------------------- | ---------------- | ------- | ------- |
| Top 14                     | Stade Toulousain | Francia | 2020/21 |
| Top 14                     | Stade Toulousain | Francia | 2022/23 |
| Top 14                     | Stade Toulousain | Francia | 2023/24 |
| Top 14                     | Stade Toulousain | Francia | 2024/25 |
| Copa de Campeones Europeos | Stade Toulousain | Francia | 2020/21 |
| Copa de Campeones Europeos | Stade Toulousain | Francia | 2023/24 |